# Charles Manners, IV duca di Rutland
Charles Manners, IV duca di Rutland (15 marzo 1754 – Phoenix Park Lodge, 24 ottobre 1787), è stato un nobile inglese.

## Biografia
Figlio di John Manners, marchese di Granby, e di Lady Frances Seymour. Studiò a Eton e al Trinity College di Cambridge. Spinto dalla famiglia, entra i politica e nello stesso periodo venne nominato parlamentare alla Camera dei comuni. Contemporaneamente si appassiona nella raccolta di oggetti d'arte per decorare Belvoir Castle. Si impegna con il tempo a riscattare i consistenti debiti contratti da suo padre, a causa della sua passione per il gioco d'azzardo.

## Carriera politica
Fu nominato al Parlamento in opposizione al Ministero del Nord e come alleato di Rockingham, nel partito Whig. All'inizio agisce solo in qualità di osservatore, fino a raggiungere la nomina con il suo primo discorso del 5 aprile 1775, sostenendo il libero scambio con le colonie americane meridionali. Fu molto deluso della Corte, e in particolare da Lord Mansfield, sospettato di manipolarlo. Durante la Rivoluzione americana, fu uno di coloro che misero in dubbio il comportamento dell'ammiraglio Keppel, nel marzo 1779.
Il 9 luglio 1779, con l'entrata dei francesi in guerra, divenne colonnello della milizia del Leicestershire, un onore conferito da Giorgio III in persona. Il 30 ottobre 1782, viene nominato Cavaliere della Giarrettiera, mentre il 17 febbraio 1783 presta giuramento al Consiglio della Corona. Nel dicembre 1783 divenne Lord del Sigillo Privato.
L'11 febbraio 1784 venne nominato Lord Luogotenente d'Irlanda. Charles Manners era entusiasta della politica irlandese di Pitt e dell'unione che essa comportava, ma divenne sempre più dubbioso nella possibilità della sua realizzazione. Nel 1785, Pitt e Rutland lavorarono, attraverso il Parlamento Irlandese, e con successo ad un piano per il commercio, ma inizialmente incontrò l'opposizione di Henry Grattan e Flood Henry.

## Matrimonio

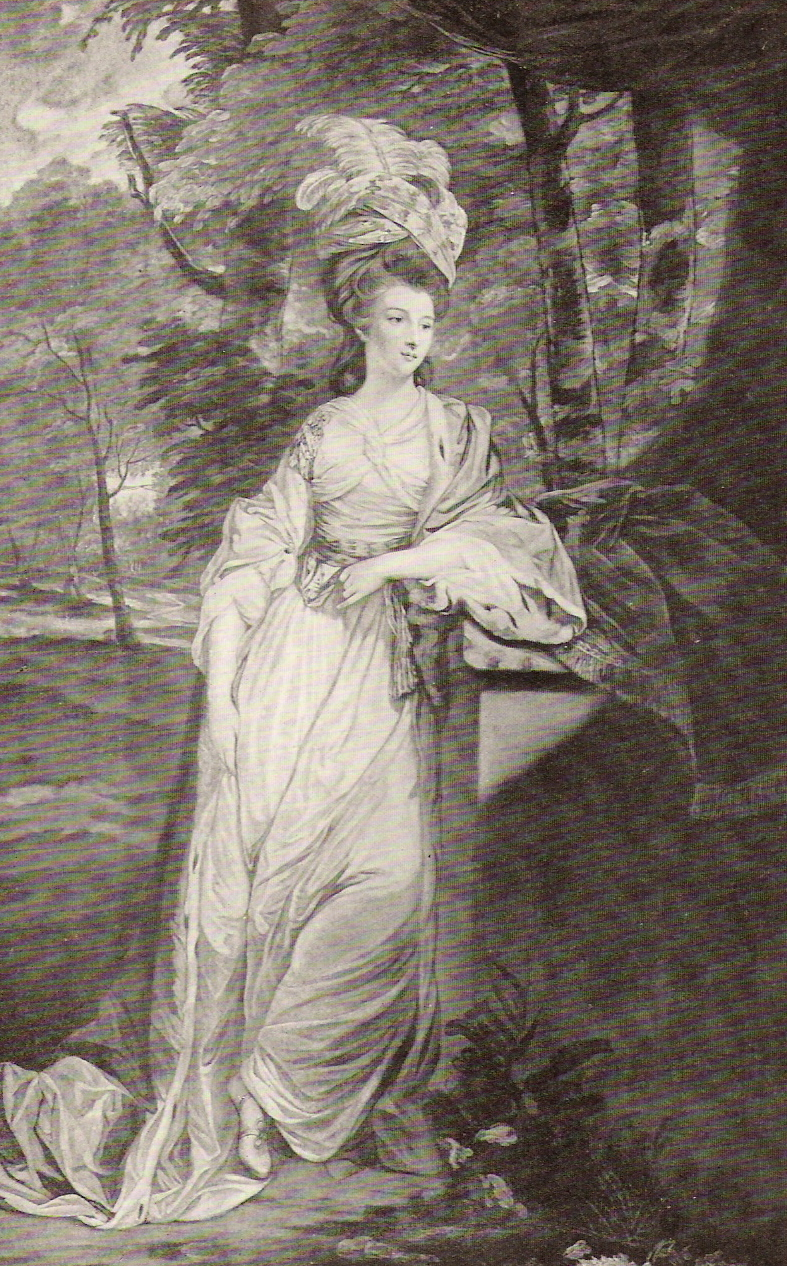
Ritratto di Mary Isabella Somerset, duchessa di Rutland, di Joshua Reynolds.

Il 26 dicembre 1775, sposò Lady Mary Isabella Somerset, figlia di Charles Somerset, IV duca di Beaufort, nota per la sua bellezza. Ebbero sei figli:
- Lady Elizabeth Manners Isabella (? - 5 ottobre 1853), sposò, il 21 agosto 1798, Richard Norman
- John Manners, V duca di Rutland (1778-1857);
- Lady Mary Katherine Manners (? - 1º maggio 1829), sposò, il 16 giugno 1800, Cecil Weld-Forester, I Barone di Forester;
- Lord Charles Henry Manners Somerset (24 ottobre 1780 - 25 maggio 1855), morto celibe;
- Lord Robert William Manners (14 dicembre 1781 - 15 novembre 1835);
- Lord William Robert Albanac Manners (1783-1793).

## Morte
Morì per una malattia al fegato, il 24 ottobre 1787 al Phoenix Park Lodge.

## Ascendenza
|                                      |                                                  |                                       | Genitori                              |  |  | Nonni |  |  | Bisnonni                         |  |  | Trisnonni                       |  |
|                                      |                                                  |                                       |                                       |  |  |       |  |  | John Manners, II duca di Rutland |  |  | John Manners, I duca di Rutland |  |
|                                      |                                                  |                                       |                                       |  |  |       |  |  | John Manners, II duca di Rutland |  |  | John Manners, I duca di Rutland |  |
|                                      |                                                  | Catherine Noel                        |                                       |  |  |       |  |  | John Manners, II duca di Rutland |  |  |                                 |  |
| John Manners, III duca di Rutland    |                                                  |                                       |                                       |  |  |       |  |  | John Manners, II duca di Rutland |  |  |                                 |  |
|                                      |                                                  | Catherine Russell                     | William Russell, lord Russell         |  |  |       |  |  |                                  |  |  |                                 |  |
|                                      |                                                  | Catherine Russell                     | William Russell, lord Russell         |  |  |       |  |  |                                  |  |  |                                 |  |
|                                      |                                                  | Catherine Russell                     | Rachel Wriothesley                    |  |  |       |  |  |                                  |  |  |                                 |  |
| John Manners, marchese di Granby     |                                                  | Catherine Russell                     |                                       |  |  |       |  |  |                                  |  |  |                                 |  |
|                                      |                                                  | Robert Sutton, II barone Lexinton     | Robert Sutton, I barone Lexinton      |  |  |       |  |  |                                  |  |  |                                 |  |
|                                      |                                                  | Robert Sutton, II barone Lexinton     | Robert Sutton, I barone Lexinton      |  |  |       |  |  |                                  |  |  |                                 |  |
|                                      |                                                  | Robert Sutton, II barone Lexinton     | Mary St. Leger                        |  |  |       |  |  |                                  |  |  |                                 |  |
| Bridget Sutton                       |                                                  | Robert Sutton, II barone Lexinton     |                                       |  |  |       |  |  |                                  |  |  |                                 |  |
|                                      |                                                  | Margaret Hungerford                   | Giles Hungerford                      |  |  |       |  |  |                                  |  |  |                                 |  |
|                                      |                                                  | Margaret Hungerford                   | Giles Hungerford                      |  |  |       |  |  |                                  |  |  |                                 |  |
|                                      |                                                  | Margaret Hungerford                   | Margaret Hampson                      |  |  |       |  |  |                                  |  |  |                                 |  |
| Charles Manners, IV duca di Rutland  |                                                  | Margaret Hungerford                   |                                       |  |  |       |  |  |                                  |  |  |                                 |  |
|                                      | Charles Seymour, II barone Seymour di Trowbridge | Edward Seymour, visconte Beauchamp    |                                       |  |  |       |  |  |                                  |  |  |                                 |  |
|                                      | Charles Seymour, II barone Seymour di Trowbridge | Edward Seymour, visconte Beauchamp    |                                       |  |  |       |  |  |                                  |  |  |                                 |  |
|                                      | Charles Seymour, II barone Seymour di Trowbridge | Honora Rogers                         |                                       |  |  |       |  |  |                                  |  |  |                                 |  |
| Charles Seymour, VI duca di Somerset | Charles Seymour, II barone Seymour di Trowbridge |                                       |                                       |  |  |       |  |  |                                  |  |  |                                 |  |
|                                      |                                                  | Elizabeth Alington                    | William Alington, I barone Alington   |  |  |       |  |  |                                  |  |  |                                 |  |
|                                      |                                                  | Elizabeth Alington                    | William Alington, I barone Alington   |  |  |       |  |  |                                  |  |  |                                 |  |
|                                      |                                                  | Elizabeth Alington                    | Elizabeth Tollemache                  |  |  |       |  |  |                                  |  |  |                                 |  |
| Frances Seymour                      |                                                  | Elizabeth Alington                    |                                       |  |  |       |  |  |                                  |  |  |                                 |  |
|                                      |                                                  | Daniel Finch, VII conte di Winchilsea | Heneage Finch, I conte di Nottingham  |  |  |       |  |  |                                  |  |  |                                 |  |
|                                      |                                                  | Daniel Finch, VII conte di Winchilsea | Heneage Finch, I conte di Nottingham  |  |  |       |  |  |                                  |  |  |                                 |  |
|                                      |                                                  | Daniel Finch, VII conte di Winchilsea | Elizabeth Harvey                      |  |  |       |  |  |                                  |  |  |                                 |  |
| Charlotte Finch                      |                                                  | Daniel Finch, VII conte di Winchilsea |                                       |  |  |       |  |  |                                  |  |  |                                 |  |
|                                      |                                                  | Anne Hatton                           | Christopher Hatton, I visconte Hatton |  |  |       |  |  |                                  |  |  |                                 |  |
|                                      |                                                  | Anne Hatton                           | Christopher Hatton, I visconte Hatton |  |  |       |  |  |                                  |  |  |                                 |  |
|                                      |                                                  | Anne Hatton                           | Cecilia Tufton                        |  |  |       |  |  |                                  |  |  |                                 |  |
|                                      |                                                  | Anne Hatton                           |                                       |  |  |       |  |  |                                  |  |  |                                 |  |